# David McCampbell
David McCampbell (ur. 16 stycznia 1910, zm. 30 czerwca 1996) – amerykański lotnik, as myśliwski okresu II wojny światowej.

## Życiorys
Urodził się w Bessemer w Alabamie, a wychował w West Palm Beach na Florydzie. Uczęszczał do akademii wojskowej w Staunton w Wirginii, zaliczył również rok na Georgia Institute of Technology.
W 1929 został powołany do United States Naval Academy, którą ukończył w 1933 z dyplomem inżynierii morskiej. Zaraz po ukończeniu akademii został zwolniony z marynarki wojennej z powodu wielkiego kryzysu i braku funduszy. W czerwcu 1934 został ponownie przyjęty do służby i skierowany na USS „Portland”. W czerwcu 1937 rozpoczął szkolenie lotnicze w Pensacola. 21 kwietnia 1938 otrzymał odznakę pilota i został przydzielony do 4 dywizjonu myśliwskiego (VF-4) na lotniskowcu USS „Ranger”.
Od maja 1940 służył jako Oficer Sygnalizacji Lądowania (Landing Signal Officer). 15 września 1942 przeżył zatopienie USS „Wasp” niedaleko Guadalcanal. Po powrocie do Stanów Zjednoczonych w październiku otrzymał awans na komandora podporucznika (Lieutenant Commander) i został wysłany do bazy marynarki wojennej Melbourne na Florydzie, gdzie był instruktorem sygnalizacji lądowania. 1 września 1943 został dowódcą 15 dywizjonu myśliwskiego (VF-15), w lutym 1944 objął dowództwo nad lotnictwem (myśliwce, bombowce i bombowce torpedowe) 15. grupy lotnictwa pokładowego (CAG-15, Carrier Air Group 15). Jego grupa przez 6 miesięcy spędziła ponad 20 000 godzin w powietrzu i zniszczyła więcej samolotów (315 w powietrzu, 348 na ziemi) oraz zatopiła więcej statków niż jakakolwiek grupa w wojnie na Pacyfiku.
W czasie gdy był dowódcą „Legendarnej Piętnastki” (Fabled Fifteen), został największym asem US Navy. Chrzest bojowy przeszedł 14 maja 1944, a pierwsze zwycięstwo osiągnął 11 czerwca nad japońskim Zero, 8 dni później w bitwie na Morzu Filipińskim zestrzelił 5 bombowców Yokosuka D4Y Suisei w jednej bitwie, tego samego dnia po południu strącił jeszcze dwa myśliwce Zero. Największy sukces osiągnął 24 października, w jednej walce zestrzelił 9 japońskich maszyn, 7 Mitsubishi Zero oraz 2 Nakajima Ki-43, jego skrzydłowy nie pozostał w tyle, strącił 6 wrogich samolotów. Po wylądowaniu na USS „Langley” (pokład jego macierzystego USS „Essex” na to nie pozwalał) karabiny jego Hellcata miały jedynie po dwa naboje, a samolot był ręcznie zwolniony z aerofiniszera z powodu całkowitego braku paliwa. Komandor McCampbell jako jedyny pilot Fast Carrier Task Force otrzymał Medal Honoru.
Od marca 1945 służył w sztabie floty w Norfok w Wirginii, w styczniu 1947 wstąpił do Armed Forces Staff College, po ukończeniu szkoły pracował w niej jako instruktor. W latach 1948–1951 służył w argentyńskiej marynarce wojennej jako starszy doradca ds. lotnictwa marynarki. Od lutego 1951 do marca 1952 pełnił funkcję pierwszego oficera na lotniskowcu USS „Franklin D. Roosevelt”. W lipcu 1952 otrzymał awans na stopień komandora (captain), od marca 1952 do lipca 1953 zajmował stanowisko oficera planowania w sztabie lotnictwa floty Atlantyku. Od lipca 1953 do lipca 1954 pełnił rolę dowódcy bazy marynarki wojennej w Jacksonville. Następnie dowodził okrętem zaopatrzeniowym USS „Severn”, po czym objął dowództwo nad lotniskowcem USS „Bon Homme Richard”. Od 1960 do września 1962 był oficerem Kolegium Połączonych Szefów Sztabów w Pentagonie. 1 lipca 1964 przeszedł na emeryturę.
David McCampbell zmarł na Florydzie 30 czerwca 1996.

## Zestrzelenia
| Data                 | Zestrzeleń | Typ (miejsce)                                                                                                 |
| -------------------- | ---------- | --- |
| 11 czerwca 1944      | 1          | Mitsubishi A6M Zeke (Saipan, Mariany)                                                                         |
| 13 czerwca 1944      | 1          | Nakajima Ki-49 Helen (Saipan, Mariany)                                                                        |
| 19 czerwca 1944      | 5          | Yokosuka D4Y Judy (pierwszy lot, bitwa na Morzu Filipińskim, Morze Filipińskie)                               |
| 19 czerwca 1944      | 2          | Mitsubishi A6M Zeke (drugi lot, Guam, Mariany)                                                                |
| 23 czerwca 1944      | 1½         | Mitsubishi A6M Zeke (1 wspólnie z porucznikiem C.Plantem) (Guam, Mariany)                                     |
| 12 września 1944     | 4          | 2 x Mitsubishi A6M Zeke, 1 x Mitsubishi J2M Jack, 1 x Mitsubishi Ki-46 Dinah (Cebu, Filipiny)                 |
| 13 września 1944     | 3          | 1 Yokosuka K5Y Willow, 1 Nakajima Ki-43 Oscar & 1 B5N Kate (Negros, Filipiny)                                 |
| 22 września 1944     | 1          | Mitsubishi G3M Nell (Zatoka Manilska, Filipiny)                                                               |
| 23 września 1944     | ½          | Mitsubishi F1M2 Pete (wspólnie z porucznikiem R.Nallem) (Cebu, Filipiny)                                      |
| 21 października 1944 | 2          | 1 Mitsubishi Ki-46 Dinah, 1 Yokosuka K5Y Willow (Tablas, Filipiny)                                            |
| 24 października 1944 | 9          | 5 x Mitsubishi A6M Zeke, 2 x Mitsubishi A6M3 Hamp & 2 x Nakajima Ki-43 Oscar (bitwa w zatoce Leyte, Filipiny) |
| 5 listopada 1944     | 2          | 1 Aichi D3A Val & 1 Mitsubishi A6M Zeke (Manila, Filipiny)                                                    |
| 11 listopada 1944    | 1          | Nakajima Ki-43 Oscar (Ormoc, Filipiny)                                                                        |
| 14 listopada 1944    | 1          | Nakajima Ki-43 Oscar (Zatoka Manilska, Filipiny)                                                              |
| Suma                 | 34         | |

## Odznaczenia
Źródło:
- USAF Command Pilot Wings
- Medal Honoru
- Krzyż Marynarki Wojennej
- Srebrna Gwiazda
- Legia Zasługi
- Zaszczytny Krzyż Lotniczy
- Medal Lotniczy
- Medal Pochwalny
- Presidential Unit Citation
- Navy Distinguished Public Service Award
- Medal Amerykańskiej Służby Obronnej
- Medal Kampanii Amerykańskiej
- Medal Kampanii Europy-Afryki-Bliskiego Wschodu
- Medal Kampanii Azji-Pacyfiku
- Medal Zwycięstwa w II Wojnie Światowej
- Medal Armii Okupacyjnej
- Medal Służby Obrony Narodowej
- Medal Wyzwolenia Filipin
- Marksmanship Medal